# Arijena
Arijena je bila lidijska princeza iz 6. stoljeća pr. Kr. Prema grčkom povjesničaru Herodotu, bila je kćer kralja Alijata II. odnosno sestra njegovog nasljednika Kreza.
Nakon bitke kod Halisa 585. pr. Kr. između Lidije i Medijskog Carstva sklopljen je mirovni sporazum koji je osnažen diplomatskim brakom Arijene (Alijatove kćeri) i Kijaksarovog sina Astijaga. Arijena je rodila Mandanu, a možda i Amitis. Njena kćer Mandana se udala za perzijskog kralja Kambiza I. kojem je rodila sina Kira Velikog, osnivača Perzijskog Carstva. Druga teorija temeljena na kronološkoj problematici govori kako je Mandana nije bila Arijenina kćer, već neke ranije Astijagove supruge.

## Poveznice
- Krez
- Astijag

## Vanjske poveznice
- Arijena (Kerkenes.metu.edu.tr)  Arhivirana inačica izvorne stranice od 16. prosinca 2012. (Wayback Machine)
- Obiteljsko stablo - Arijena (American-pictures.com)
- Arijena - lidijska princeza (Fabpedigree.com)
- Astijag (Livius.org, Jona Lendering)  Arhivirana inačica izvorne stranice od 14. svibnja 2011. (Wayback Machine)